# 日本写真学院
日本写真学院（にほんしゃしんがくいん）は、東京都中央区にある写真を学べる学校。
学校法人ではないため、運営する教育施設は学校教育法に定める一条校および専修学校や各種学校ではない。

## 沿革
- 2010年11月15日に開校されて現在に至っている。[1]
- 2016年9月30日に学院授業を終了。[2]

## 所在地
- 東京都中央区湊1-8-11 ライジングビル4F